# Balcha indica
Balcha indica är en stekelart som först beskrevs av Mani och Kaul 1973.  Balcha indica ingår i släktet Balcha och familjen hoppglanssteklar. Inga underarter finns listade.